# Gare de Bernau-Friedenstal
La gare de Bernau-Friedenstal est une gare ferroviaire allemande de la ligne de Berlin à Szczecin. Elle est située à environ 1,5 km à vol d'oiseau à l'est du centre-ville de Bernau bei Berlin. Environ 300 m plus à l'est se trouve la Bundesautobahn11.

## Situation ferroviaire
La gare de Bernau-Friedenstal est située au point kilométrique (PK) 21,2 de la ligne de Berlin à Szczecin, entre les gares de Bernau (b Berlin) et de Zepernick.

## Histoire
Dès 1921, un mémorandum sur la ligne de Berlin à Szczecin prévoit la construction d'une gare de banlieue entre les gares de Zepernick et de Bernau.
Mais la construction n'a pas lieu avant 1997. En 1994, Deutsche Bahn estime les coûts à 26,6 millions de deutsche marks (environ 13,3 millions d’euros). Des investisseurs privés participent à la construction. Après la planification, les travaux durent quatre mois, du 27 mai 1997 au 30 septembre 1997. La gare se situe sur une voie de direction inutilisée depuis 1945 vers Berlin et consiste en une plate-forme extérieure de 152 m de long, partiellement couverte. Les coûts après construction atteignent 3,8 million de DM (1,9 million d’euros).

## Service des voyageurs

### Desserte
Bernau-Friedenstal est desservie par la ligne 2 du S-Bahn de Berlin.

### Intermodalité
La gare n'a pas de correspondance avec une ligne de bus ou d'un autre transport.